# Privatdetektive im Einsatz
Privatdetektive im Einsatz ist eine deutsche Fernsehserie, die von 2011 bis zum Jahr 2014 für den deutschen Fernsehsender RTL II produziert wurde. Die Pseudo-Doku-Soap besteht aus 4 Staffeln mit insgesamt 289 Episoden sowie sieben Specials.

## Handlung
Im Mittelpunkt der Serie steht der kampfsporterfahrene und ehemalige Türsteher Detekteichef Carsten Stahl. Er leitet in dieser eine fiktive Privatdetektei, mit zumeist kampfsporterfahrenen Mitarbeitern. Mit seinen Ermittlern löst er in jeder Episode zwei Fälle. Die meisten davon beinhalten Kampfszenen mit aggressiven, gewaltbereiten Gegnern, wo Stahls Fähigkeiten gefragt sind. Dabei werden die Kollegen ihren speziellen Fähigkeiten entsprechend für jeden Fall individuell zu Teams zusammengestellt, die ihre Fälle in actiongeladenen Ermittlungen lösen.
Obwohl bei dieser Serie die Handlung komplett erfunden ist, wird den Zuschauern durch den dokumentarischen Kamerastil suggeriert, hautnah bei der Aufklärung echter Fälle dabei zu sein und einen realistischen Einblick in die Ermittlungsarbeit von Privatdetektiven zu bekommen. Täter, Opfer und weitere Personen, die nicht zum Ermittlerteam gehören, sind Laiendarsteller.

## Mitarbeiter der Detektei
| Schauspieler                    | Rollenname         | Rang in der Detektei                      | Zeitraum (Jahre und Staffel) |
| ------------------------------- | ------------------ | ----------------------------------------- | ---------------------------- |
| Carsten Stahl                   | Carsten Stahl      | Leiter der Detektei „Stahl“ Chefermittler | 2011–2014 (Staffel 1–4)      |
| Valentina Sarria                | Pamela Sommer      | Sekretärin                                | 2011–2014 (Staffel 1–4)      |
| Linda Kelm                      | Sandra Fuchs       | Ermittlerin                               | 2011–2014 (Staffel 1–4)      |
| Ralf Riehl                      | Marc Bartels       | Ermittler                                 | 2011 (Staffel 1)             |
| Robert Lozanoski                | Sascha Noveski     | Ermittler                                 | 2011–2014 (Staffel 1–4)      |
| Stefan Wolloscheck              | Stefan Wolloscheck | Ermittler                                 | 2011–2014 (Staffel 1–4)      |
| Miriam Wolloscheck              | Miriam Wolloscheck | Ermittlerin                               | 2011–2014 (Staffel 1–4)      |
| Frank Mühlenberg                | Michael Falkenberg | Ermittler                                 | 2011–2014 (Staffel 1–4)      |
| Nandino Jerome Javier Poggemann | Nico Hartmann      | Ermittler                                 | 2012–2014 (Staffel 2–4)      |
| Giovanna Pepe                   | Giulia Peroni      | Ermittlerin                               | 2012–2014 (Staffel 2–4)      |
| Cem Arslan                      | Cem Arslan         | Ermittler                                 | 2012 (Staffel 2)             |
| Michaela Kunath                 | Lisa Kerwitz       | Praktikantin                              | 2012 (Staffel 2)             |
| Philip Niemann                  | Thomas Berg        | Ermittler                                 | 2012–2014 (Staffel 2–4)      |
| Filimena Nedeva                 | Nina Sassen        | Ermittlerin                               | 2012–2013 (Staffel 2–3)      |
| Marco Ahr                       | Marcel Bender      | Ermittler                                 | 2013–2014 (Staffel 3–4)      |
| Sebastian van Vrey              | Sebastian de Beer  | Ermittler                                 | 2013–2014 (Staffel 3–4)      |
| Wiebke Hoffmann                 | Jana Strehlow      | Ermittlerin                               | 2013–2014 (Staffel 3–4)      |
| Susanne Dyllong                 | Sandy Winterfeld   | Ermittlerin                               | 2013–2014 (Staffel 3–4)      |
| Jakov Maksimovic                | Milan Djuric       | Ermittler                                 | 2013–2014 (Staffel 3–4)      |
| Denise Bürgmann                 | Cora Reinhardt     | Ermittlerin                               | 2013–2014 (Staffel 4)        |
| Corvin Busche                   | Chris Teuber       | Ermittler                                 | 2013–2014 (Staffel 4)        |
| Ulf Nadrowski                   | Ulf Herman         | Ermittler                                 | 2014 (Specials 2–7)          |
| Petra Knieper                   | Jody Simmons       | Sekretärin                                | 2014 (Specials 2–7)          |
| Patricia Koperski               | Cati Wolfes        | Ermittlerin                               | 2014 (Specials 2–7)          |

## Ausstrahlung
Nachdem die erste Staffel im Herbst 2011 wegen schlechter Quoten abgesetzt worden war, lief die Ausstrahlung der zweiten, ab Frühjahr 2012, deutlich besser. Privatdetektive im Einsatz hatte auf dem 18-Uhr-Sendeplatz eine höhere Resonanz und wurde im August auf den 17-Uhr-Sendeplatz vorverlegt. Die Wiederholungen der Sendung vom Vortag fanden immer um 13 Uhr statt. Während des Sommers liefen am Samstag ab 18 Uhr zwei Episoden, mit passablen Erfolg, allerdings entschied sich RTL II ab Anfang September, auch auf die Ausstrahlung dieser zwei Episoden zu verzichten.
Die dritte Staffel, Teil 1 vom 22. Oktober 2012 bis 16. November 2012 auf Sendung, wurde in zwei Teilen ausgestrahlt, da RTL II erst die Quoten der ersten Folgen abwarten und dann über eine Sendeplatzverlegung entscheiden wollte. Da die Resonanz in Ordnung war, entschied man sich, die restlichen Folgen ab 7. Januar 2013 auf demselben Sendeplatz zu zeigen.
Aufgrund einer Umstrukturierung des Mittags- und Nachmittagsprogramms Anfang November 2012 verlegte RTL II die Wiederholungen auf 14 Uhr und zeigte auf dem Sendeplatz von Privatdetektive im Einsatz die Vortagsepisoden von Berlin – Tag & Nacht.
Weiterhin war auch geplant, ab Anfang November von 16 Uhr bis 18 Uhr Doppelfolgen der Scripted-Reality zu zeigen, doch diese Veränderung kam erst am 19. November 2012 zu Stande.
Weiterhin hat RTL II eine 90-minütige Spezialepisode gedreht, in welcher die Detektive in Las Vegas ermitteln. Diese sollte im Herbst 2012 in der Samstags Primetime ausgestrahlt werden, man entschied sich allerdings dagegen und wartete vorerst ab. Später entschied man sich für einen Platz in der Mittwochs-Primetime. Die Spezialepisode wurde am 2. Januar 2013 um 20:15 Uhr mit einer starken Quote ausgestrahlt. Insgesamt sahen 1,81 Millionen Zuschauer zu, das entsprach beim Gesamtpublikum hervorragenden 5,4 Prozent Marktanteil. In der werberelevanten Zielgruppe holte RTL II sogar 8,5 Prozent Marktanteil.
Am 19. November 2012 wurde bekannt gegeben, dass RTL II ab 2. Januar 2013 auf die Ausstrahlungen von Doppelepisoden am Vorabend verzichtet und die Sendung in der Zeit vom 2. bis 4. Januar ab 16:15 Uhr läuft. Der 17-Uhr-Sendeplatz wurde in dieser Zeit mit einer zweiten Folge X-Diaries ausgestattet, ehe dann ab 7. Januar Privatdetektive im Einsatz um 17 Uhr und die neue Serie Köln 50667 um 18 Uhr ausgestrahlt wurden.
Nach der Einstellung von Der Jugendclub - Gemeinsam sind wir stark wurden ab dem 18. Januar 2013 wieder zwei Episoden am Stück gezeigt. Mit Beginn der Ausstrahlung neuer Folgen von X-Diaries am 13. Mai zeigt RTL II wieder nur noch eine Folge Privatdetektive im Einsatz um 16 Uhr.
In der Zeit vom 26. August bis 30. August lief die vierte Staffel immer in Doppelfolgen um 16:05 Uhr auf RTL II, ab dem 2. September 2013 wieder nur noch in Einzelfolgen.
| Staffel  | Episoden         | Erstausstrahlung | Erstausstrahlung  |
| Staffel  | Episoden         | Premiere         | Finale            |
| -------- | ---------------- | ---------------- | ----------------- |
| 1        | 15               | 15. August 2011  | 2. September 2011 |
| 2        | 80               | 27. Februar 2012 | 16. Juli 2012     |
| 3        | 99 + ein Special | 22. Oktober 2012 | 31. Mai 2013      |
| 4        | 100              | 26. August 2013  | 28. März 2014     |
| Specials | 5                | 8. Januar 2014   | 22. August 2014   |